# 吉野和男
吉野 和男（よしの かずお、1923年（大正12年）3月26日 - 2020年（令和2年）2月21日）は、第3代東京都府中市長。東京都市長会会長、全国市長会副会長を歴任。

## 来歴・人物
- 市内若松町出身。旧工学院工業専門学校卒業[3]。
- 府中市土木課長、建設課長、総務課長、総務部長、企画調整部長を経て、 1974年助役に就任。
- 1980年市長に初当選。市長時代には市内の再開発や府中市立美術館などの建設に関わった[2]。
- 1989年から1996年まで東京都市長会長を、1994年から1995年まで全国市長会副会長を務めた[2]。
- 5期つとめ、2000年退任[4]。同年、勲三等旭日中綬章受章[5]。
- 2004年名誉市民に選ばれた。
- 2020年2月21日死去。叙従四位[6]。